# تپه آق قایه
تپه آق قایه مربوط به عصر آهن است و در شهرستان گنبدکاووس، بخش مرکزی، روستای سارجه کر واقع شده و این اثر در تاریخ ۵ آذر ۱۳۷۹ با شمارهٔ ثبت ۲۹۰۲ به‌عنوان یکی از آثار ملی ایران به ثبت رسیده است.